# Пластинки «Пионера»
Пластинки «Пионера» (англ. Pioneer plaques) — две идентичные пластинки из анодированного алюминия на борту «Пионера-10» (запущен 2 марта 1972) и «Пионера-11» (запущен 5 апреля 1973) с символьной информацией о человеке, Земле, Солнечной системе и её местоположении во Вселенной, авторы — Карл Саган из Корнеллского университета и Фрэнк Дональд, автор рисунка мужчины и женщины — Линда Саган, вторая жена Карла Сагана.

## Описание изображения
На пластинках изображены мужчина, женщина и корабль «Пионер» в одном масштабе. Слева от них изображено Солнце, лучами показано расположение и расстояния до 14 ближайших пульсаров и центра Галактики. Системой счисления принята двоичная, в качестве символа единицы принята вертикальная черточка, в качестве символа нуля принят дефис. Предполагалось, что гипотетические адресаты этих посланий найдут их вместе с «Пионерами», которые, сами по себе являясь сложными техническими устройствами, дадут информацию о достигнутом научно-техническом уровне землян, поэтому информации такого рода на «пластинках „Пионеров“» не размещалось.
Вверху пластинки показаны два основных состояния атома водорода: длина волны излучения которого (радиолиния нейтрального водорода), равная 21 см, принята в качестве базовой единицы измерения размеров и расстояний в этом послании, линия между символами атомов орто- и параводорода, символизирующая 21 см, помечена вертикальной чёрточкой (единицей), изображения центральной части космического аппарата, фигур мужчины и женщины и эта линия даны в одном масштабе. В правой части картинки указан цифрой 8 (8х21=168 см) средний рост женщины. Первоначальный проект рисунка содержал изображение мужчины и женщины, державшихся за руки. Карл Саган, однако, быстро осознал факт того, что инопланетяне воспримут это как рисунок одного живого существа, рисунок был откорректирован. Несмотря на то, что на изначальном варианте рисунка гениталии были изображены как у мужчины, так и у женщины, руководство NASA подвергло рисунок цензуре.
В левой части послания имеется изображение 15 линий, выходящих из одной точки. 14 из этих линий отображают, пропорционально друг другу, расстояния от Солнечной системы до 14 известных пульсаров и сопровождены длинными двоичными числами, обозначающими частоту (точнее — длину волны импульсов) излучения этих пульсаров в принятых на послании единицах измерения. Поскольку частота излучения пульсаров медленно меняется со временем, по этим данным можно вычислить, когда было изготовлено и запущено это послание. Перпендикулярная линия ближе к концу у каждой из этих линий даёт за собой отрезок, размерностью равный третьей координате (высоте) пульсара над плоскостью нашей Галактики.
Если пластинка будет найдена, не все из этих пульсаров, вероятно, будут наблюдаемы с места находки, но указание положения относительно 14 пульсаров дает возможность определить координаты Солнечной системы даже в этом случае.
Данные одного из пульсаров несколько ошибочны, в то время период излучения пульсара «1240» был известен с точностью лишь до 3-го знака после запятой, на пластине же период дан с гораздо большей точностью. Этот пульсар представлен длинной линией вниз и вправо.
15-я линия, идущая горизонтально вправо, за изображение людей, обозначает расстояние от Солнца до центра Галактики.
Внизу схематически изображена Солнечная система с траекторией пролёта «Пионера-10» вокруг Юпитера. Несмотря на то, что «Пионер-11» далее сделал облет Сатурна, на обоих аппаратах были одинаковые пластинки. Сатурн изображен с кольцом, что позволило бы идентифицировать Солнечную систему. Кольца других планет, в частности, кольца Юпитера, Урана, Нептуна, не были к тому времени ещё открыты. Впрочем, их более скромные размеры частично компенсируют эту неточность. Двоичные числа выше и ниже планет показывают относительное расстояние до Солнца. Единицей измерения является 1/10 расстояния от орбиты Меркурия до Солнца.

## Физические параметры
- Материал: алюминий, анодированный для получения золотого блеска.
- Ширина: 229 мм (9 дюймов)
- Высота: 152 мм (6 дюймов)
- Толщина: 1,27 мм (0,05 дюйма)
- Глубина гравировки: 0,381 мм (0,015 дюйма)
- Вес: примерно 120 граммов

## Критика
Послание критиковалось как слишком сложное для расшифровки и как слишком антропоцентричное. Послание разрабатывалось так, чтобы разместить как можно больше информации на минимальной площади, но практически ни один из учёных (не занятых в этом проекте), которым показывалось это послание, не смог расшифровать его полностью.
Интересно, что одна из частей диаграммы, а именно стрелка, показывающая траекторию корабля, абсолютно понятная для землян (корабль миновал орбиту Юпитера и покинул Солнечную систему), может оказаться наиболее трудной для тех, кто найдёт пластинку за пределами Солнечной системы. Стрелка — это артефакт охотничьих и собирательских обществ. Для обществ с другим культурным наследием этот символ может оказаться бессодержательным.
Также много негативных реакций вызвал тот факт, что мужчина и женщина были изображены голыми, NASA обвиняли в трате денег налогоплательщиков на отправку «непристойности» в космос.